# Gifu (Gifu)
Gifu (岐阜市 Gifu-shi?) es la ciudad capital de la prefectura de Gifu, en la región de Chubu, en el centro de Japón. Tiene un área de 202,89 km² y una población de 423.449 habitantes.

## Historia
El nombre de la ciudad fue dado en la era Sengoku por Oda Nobunaga, quien gobernaba gran parte de Japón en el siglo XVI, anteriormente la localidad se llamaba Inokuchi. Vivió en el castillo de Gifu durante nueve años y lo usó como base para unificar el país.
Fue un gran centro industrial en la Segunda Guerra Mundial, e incluía una fábrica en el centro de la ciudad que hacía partes de aviones, por lo tanto la ciudad fue objetivo de constantes bombardeos por la Fuerza Aérea de los Estados Unidos, destacando el bombardeo del 9 de julio de 1945, en donde casi la ciudad fue destruida y murieron 900 personas. Posterior a la guerra la ciudad se recuperó y se pudo restablecer la industria y la manufactura en la ciudad.

## Industria
Gifu es un centro de producción y comercio de textiles. En el centro de la ciudad se encuentra Yanagase, un área donde se encuentran cientos de almacenes con ropa, calzados y accesorios producidos localmente o internacionalmente.
Debido a la cercanía de la prefectura de Aichi, en donde se realiza la industria automotriz, en Gifu se realiza el trabajo metálico, el moldeo de partes de automóviles de parte de las fábricas subcontratistas.

## Cultura
La ciudad es considerada una ciudad dormitorio de la vecina Nagoya, eso se resalta con la gran zona de complejos de apartamentos que abarcan el centro de la ciudad.
La ciudad posee diversos museos y una de las principales atracciones es el castillo de Gifu. También alberga el Centro de Convenciones Nagaragawa, diseñado por el arquitecto japonés Tadao Ando, ganador del Premio Pritzker.

## Ciudades hermanadas
- Campinas, Sao Paulo, Brasil (1982)
- Cincinnati, Ohio, Estados Unidos (1988)
- Florencia, Italia (1978)
- Hangzhou, Zhejian, China (1979, ciudad amiga)
- Meidling, Viena, Austria (1994)
- Mérida, Venezuela